# Rullvillkor
Rullvillkor är ett begrepp inom stelkroppsmekaniken som tillämpas för roterande kroppar, till exempel cirkelformade kroppar som rullar på marken, som ett hjul. För att rullvillkoret skall uppfyllas får objektet ej glida, varpå friktion uppstår. Friktion existerar mellan kroppen och underlaget, dock är den friktionskraft som genererar vridmomentet på kroppen lika stor som den friktion som hindrar kroppen att glida. Detta medför att nettofriktionen som kroppen utsätts för är lika med noll. När detta sker gäller sambandet att vinkelhastigheten {\displaystyle \omega } är lika stor som kroppens masscentrums hastighet {\displaystyle v} dividerat med radien {\displaystyle r}:
{\displaystyle {\omega }={\frac {v}{r}}}
Vidare gäller att vinkelaccelerationen {\displaystyle \alpha } är lika stor som masscentrums acceleration {\displaystyle a} dividerat med radien {\displaystyle r}:
{\displaystyle {\alpha }={\frac {a}{r}}}